# Werner Jung (Germanist)

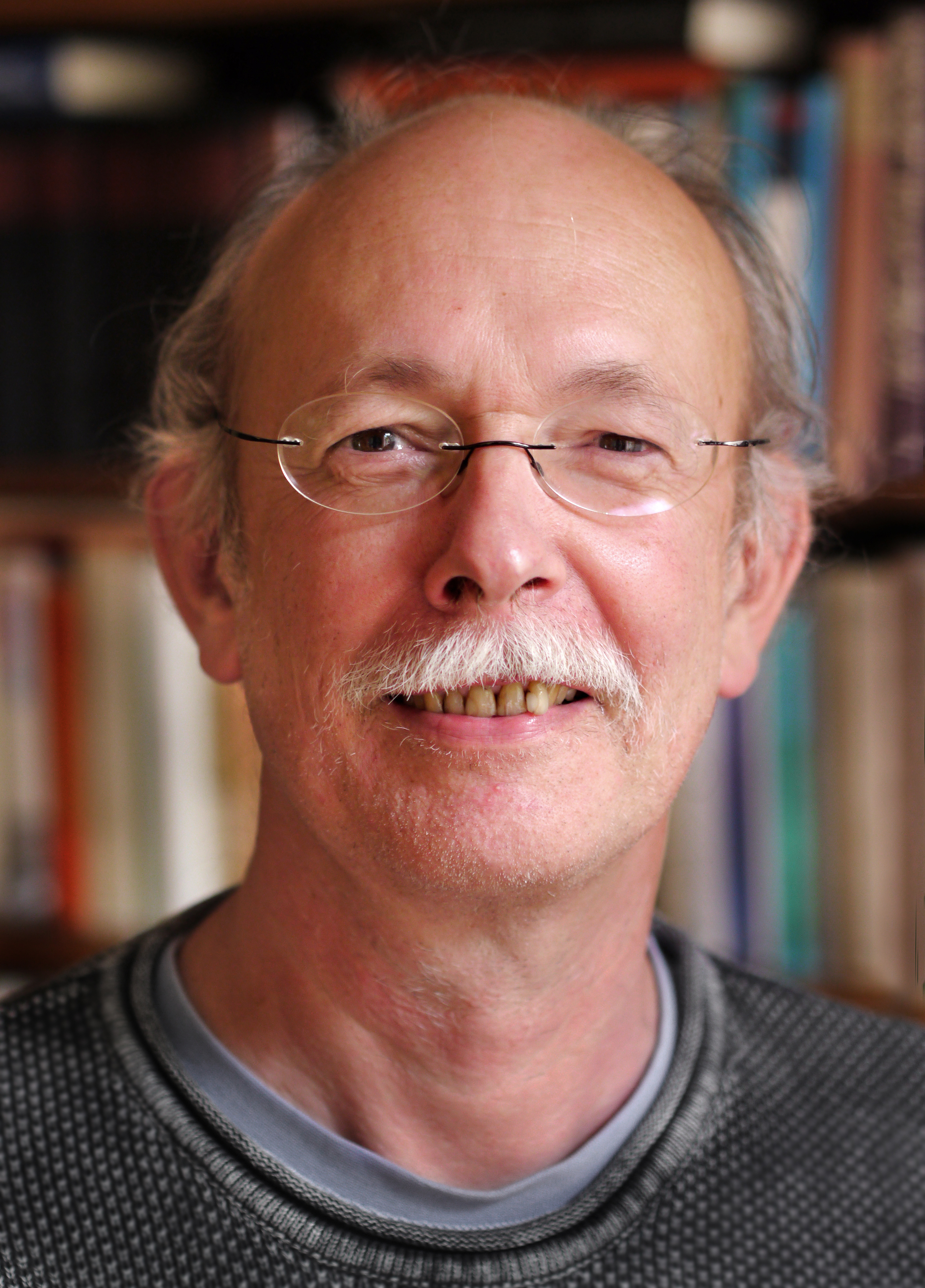
Werner Jung (2021)

Werner Jung (*  13. Juli 1955 in Aachen) ist ein deutscher Germanist und Hochschullehrer. Er lehrt und forscht auf dem Gebiet der Neueren deutschen Literaturgeschichte an der Universität Duisburg-Essen mit den Schwerpunkten: Literatur des 18.–21. Jahrhunderts, Editionsphilologie, Literaturtheorie, Poetik und Ästhetik. Werner Jung ist Mitherausgeber der Werkausgaben von Christian Fürchtegott Gellert, Heinrich Böll, Ludwig Harig, Dieter Wellershoff und Georg Lukács.

## Leben
Werner Jung wuchs in Aachen auf und studierte an der RWTH Aachen die Fächer Philosophie, Germanistik und Komparatistik. Er promovierte dort 1985 in den Fächern Neuere Deutsche Literaturgeschichte, Deutsche Philologie und Philosophie, anschließend war er 1986/87 Stipendiat der Alexander-von-Humboldt-Stiftung (Feodor Lynen-Stipendium) an der University of Virginia, Charlottesville (USA) und habilitierte 1994 an der Universität Bremen in Sprach- und Literaturwissenschaften mit Neuerer Deutscher Literaturwissenschaft. Nach verschiedenen Lehrtätigkeiten an in- und ausländischen Hochschulen hat er seit 2006 eine Professur an der Universität Duisburg-Essen.
Werner Jung war Mitglied der 1996 gegründeten Internationalen Georg-Lukács-Gesellschaft, deren Jahrbuch er von 1996 bis 2007 mit herausgab. Über Lukács publizierte er zwei Monographien und einen Essayband. Die Werkausgabe zu Lukács, an der er u. a. als Herausgeber arbeitete, bezeichnete Jung als ein „spannendes Porträt der organisierten linken, marxistischen Bewegungen des 20. Jahrhunderts mit allen Windungen, Entstellungen und  Idiosynkrasien“.
Jung publiziert regelmäßig Monografien, Anthologien und Aufsätze in unterschiedlichen Medien, vorwiegend in literaturkritik.de, junge Welt, Neues Deutschland, Forum Wissenschaft, edition text + kritik, Das Argument – Zeitschrift für Philosophie und Sozialwissenschaften,  Literatur für Leser, JUNI – Magazin für Literatur und Kultur etc., ebenso in Fachwörterbüchern.
In einer (virtuellen) Feier des Instituts für Germanistik der Universität Duisburg-Essen wurde Jung Anfang 2021 das ihm und seiner Forschungsarbeit gewidmete Buch Ästhetische Lektüren – Lektüren des Ästhetischen mit dem Untertitel Für Werner Jung als Würdigung seiner Arbeit überreicht. Die Beiträge des Buchs zu Poetik, Ästhetik, Editorik etc. seien wesentlich durch Jungs Arbeit angeregt worden. Das Buch wurde von Rolf Parr und Liane Schüller herausgegeben.

## Schriften (Auswahl)
- Schöner Schein der Häßlichkeit oder Häßlichkeit des schönen Scheins. Ästhetik und Geschichtsphilosophie im 19. Jahrhundert. Frankfurt/M. 1987.
- Georg Lukács. Stuttgart 1989.
- Schauderhaft Banales. Über Literatur und Alltag. Opladen 1994.
- Von der Mimesis zur Simulation. Eine Einführung in die Geschichte der Ästhetik. Hamburg 1995.
- Im Dunkel des gelebten Augenblicks. Dieter Wellershoff – Erzähler, Medienautor, Essayist. Berlin 2000.
- „Du fragst, was Wahrheit sei?“ Ludwig Harigs Spiel mit Möglichkeiten. Bielefeld 2002.
- Zeitschichten und Zeitgeschichten. Essays über Literatur und Zeit. Bielefeld 2008.
- Poetik. Eine Einführung, München, 2007
- als Hrsg. mit Jochen Schubert: Ich sammle Augenblicke. Heinrich Böll 1917–1985, Bielefeld 2008
- als Hrsg.: Heinrich Böll. Werke, Bd. 19, Kölner Ausgabe, Köln 2008
- als Hrsg. mit Britta Caspers und Christoph J. Bauer: Kritiker der unreinen Vernunft. Georg Lukács, Duisburg 2009
- als Hrsg.: Literatur ist gefährlich. Dieter Wellershoff zum 85. Geburtstag, Bielefeld 2010
- als Hrsg.: Ludwig Harig. Kräfte im Schlaf gesammelt. Novellen und Erzählungen, Gesammelte Werke, Bd. VI, München-Wien 2010
- als Hrsg. mit Carolin Schmitz und Volker Zaib, Erasmus Schöfer: Diesseits von Gut und Böse. Beiträge fürs Feuilleton.  Essen 2010
- G. E. Lessing. 2. Auflage. Paderborn 2010
- Heinrich Heine. Paderborn 2010
- Literatur ist Konstruktion. Gespräche mit Schriftstellern, Duisburg 2011
- als Hrsg. mit Keith Bullivant und Manfred Durzak: Dieter Wellershoff. Werke, Bde. 7–9, Köln  2011
- Raumphantasien und Phantasieräume. Essays über Literatur und Raum, Bielefeld 2013
- mit Britta Caspers, Dirk Hallenberger und Rolf Parr: Theorien, Modelle und Probleme regionaler Literaturgeschichtsschreibung. Essen 2016 (= Schriften des Fritz-Hüser-Instituts, Bd. 30)
- Georg Simmel zur Einführung  2., vollständig überarbeitete Auflage, Hamburg 2016
- Mit Britta Caspers, Dirk Hallenberger und Rolf Parr: Ruhrgebietsliteratur seit 1960. Eine Geschichte nach Knotenpunkten. Berlin 2019
- Als Hrsg. mit Liane Schüller: Orwells Enkel. Überwachungsnarrative. Bielefeld 2019
- Als Hrsg.: „Verborgene Texte des Lebens“. Dieter Wellershoff – ein Lesebuch. Bielefeld 2022, ISBN 978-3-8498-1786-2.
- Als Hrsg.: Ruth Rehmann: Illusionen. Berlin 2022, ISBN 978-3-949302-04-6.[9]
- Als Hrsg.: Erasmus Schöfer. Ein Lesebuch. Bielefeld 2023, ISBN 978-3-8498-1911-8.